# Working in Tennessee
Working in Tennessee je studiové album Merle Haggarda. Album vyšlo 4. října 2011 u Vanguard Records. Jedná se o jeho druhé album vydané touto společností.

## Seznam skladeb
| Pořadí         | Název                                                | Autor                                     | Délka |
| -------------- | ---------------------------------------------------- | ----------------------------------------- | ----- |
| 1.             | Working in Tennessee                                 | Merle Haggard                             | 2:22  |
| 2.             | Down on the Houseboat                                | M. Haggard, Theresa Haggard, Doug Colosio | 2:52  |
| 3.             | Cocaine Blues                                        | T. J. Arnall                              | 3:18  |
| 4.             | What I Hate                                          | M. Haggard                                | 3:51  |
| 5.             | Sometimes I Dream                                    | M. Haggard, Jenessa Haggard               | 2:44  |
| 6.             | Under the Bridge                                     | M. Haggard, T. Haggard                    | 3:01  |
| 7.             | Too Much Boogie Woogie                               | M. Haggard                                | 2:52  |
| 8.             | Truck Driver's Blues                                 | M. Haggard, Tim Howard                    | 2:55  |
| 9.             | Laugh It Off                                         | M. Haggard, T. Haggard, Colosio           | 3:52  |
| 10.            | Working Man Blues (with Willie Nelson a Ben Haggard) | M. Haggard                                | 4:09  |
| 11.            | Jackson (with Theresa Haggard)                       | Billy Edd Wheeler, Jerry Leiber           | 3:10  |
| Celková délka: | Celková délka:                                       | Celková délka:                            | 35:06 |

## Sestava
- Merle Haggard - zpěv, kytara
- Ben Haggard - zpěv, kytara
- Theresa Haggard - zpěv
- Biff Adams - bicí
- Gene Chrisman - bicí
- Doug Colosio - klávesy, piáno
- David Hood - baskytara
- Tim Howard - bicí, kytara
- Rob Ickes - dobro, kytara
- Jeff Ingraham - bicí
- Scott Joss - banjo, housle, kytara, doprovodný zpěv
- Red Lane - kytara
- Joe Manuel - dobro
- Don Markham - saxofon
- Willie Nelson - kytara, zpěv
- George Receli - bicí, perkuse
- Kevin Williams - baskytara
- Bobby Wood - piáno
- Reggie Young - kytara